# اهیازو امبایز
اهیازو امبایز (به لاتین: Ahiazu Mbaise) یک سکونتگاه مسکونی در نیجریه است که در ایالت ایمو واقع شده‌است.